# Бонате Сото
Бона̀те Со̀то (на италиански: Bonate Sotto; на ломбардски: Bunat Sota, Бунат Сота) е градче и община в Северна Италия, провинция Бергамо, регион Ломбардия. Разположено е на 215 m надморска височина. Населението на общината е 6716 души (към 2017 г.).